# Macey Harlam
Macey Harlam (né en 1873 et mort à New York en 1923) était un acteur de théâtre et de cinéma new-yorkais. Il débute à Broadway de 1901 à 1918 avant de passer aux films muets. Dans les films, il est apparu avec Pauline Frederick, Douglas Fairbanks, Elsie Ferguson, Geraldine Farrar et Lionel Barrymore.

## Filmographie
- 1915 : La Ville éternelle (The Eternal City)
- 1916 : Betty of Greystone
- 1916 : The Witch
- 1916 : The Habit of Happiness
- 1916 : The Perils of Divorce
- 1916 : Manhattan Madness
- 1916 : Nanette of the Wilds
- 1916 : The Romantic Journey
- 1917 : Barbary Sheep
- 1920 : The Woman and the Puppet
- 1920 : L'Homme qui assassina (en) (The Right to Love)
- 1921 : The Plaything of Broadway
- 1921 : The Conquest of Canaan
- 1921 : You Find It Everywhere
- 1922 : Always the Woman
- 1922 : When Knighthood Was in Flower
- 1922 : Le Visage dans le brouillard (The Face in the Fog) d'Alan Crosland
- 1923 : The Tents of Allah
- 1923 : Bella Donna